# Вінден (Гермерсгайм)
Вінден (нім. Winden) — громада в Німеччині, розташована в землі Рейнланд-Пфальц. Входить до складу району Гермерсгайм. Складова частина об'єднання громад Кандель.
Площа — 3,21 км2. Населення становить 1099 ос. (станом на 31 грудня 2020).